# Matti Vanhanen
Matti Vanhanen (født 4. november 1955 i Jyväskylä, Finland) er en finsk politiker, der tidligere har været Finlands forsvars- og statsminister og er nuværende finans- og vicestatsminister. Han er medlem af Centerpartiet. Han blev statsminister den 24. juni 2003 efter partifællen, den daværende statsminister, Anneli Jäätteenmäki måtte gå af efter at det var kommet frem, at hun havde lækket oplysninger om Finlands rolle til USA under Irakkrigen.
Vanhanen valgte at træde tilbage som finsk statsminister den 18. juni 2010, hvor han officielt indgav sin afskedsbegæring til den finske præsident Tarja Halonen. Finlands nye statsminister blev herefter Mari Kiviniemi, der sad indtil 22. juni 2011.
Vanhanen var fra juni 2019 til juni 2020 formand for den finske rigsdag. Han blev den 9. juni 2020 finans- og vicestatsminister, hvor han overtog stillingen efter Katri Kulmuni.